# Francisco Moreno (político)
Francisco Moreno fue un político español.

## Reseña biográfica
Jefe Político en comisión y posteriormente nombrado Jefe Político de la provincia de Zaragoza por la Reina el 20 de abril de 1837. Le sustituye en sus ausencias Joaquín Manuel de Alba.
Brigadier. Segundo Cabo de la Capitanía General del Distrito de Aragón.
Gobernador suplente de Cayetano Cardero y Romeo.
Del 27 de abril de 1837 al 09 de octubre de 1838 y del 03 de noviembre de 1855 al 16 de diciembre de 1855 fue Presidente de la Diputación Provincial de Zaragoza.
| Predecesor: José March y Labores | Presidente de la Diputación Provincial de Zaragoza 27 de abril de 1837 - 09 de octubre de 1838       | Sucesor: Fernando de Roxas |
| Predecesor: Antero Gómez         | Presidente de la Diputación Provincial de Zaragoza 03 de noviembre de 1855 - 16 de diciembre de 1855 | Sucesor: Feliciano Polo    |